# Cleora rhamphoides
Cleora rhamphoides là một loài bướm đêm trong họ Geometridae.